# سیارک ۱۰۷۲۲۳
سیارک ۱۰۷۲۲۳ (به انگلیسی: 107223 Ripero، نامگذاری:2001BU50) صد و هفت هزار و دویست و بیست و سومین سیارک کشف شده‌است که در ۲۱ ژانویه ۲۰۰۱ کشف شد.